# Valanga conspersa
Valanga conspersa är en insektsart som beskrevs av Boris Petrovich Uvarov 1923. Valanga conspersa ingår i släktet Valanga och familjen gräshoppor.

## Underarter
Arten delas in i följande underarter:
- V. c. conspersa
- V. c. badjanica
- V. c. salomonensis